# Kantajmo i svirimo po staroj užanci
Kantajmo i svirimo po staroj užanci, glazbeno-folklorna manifestacija u Barbanu. Održava se jednom godišnje počevši od 2008. godine. Prvi susret kantadura i svirci održao se 2008. godine kao svojevrsna zahvala pokojnom pjevaču Romanu Broskvaru koji je bio i jedan od osnivača KUD-a Barban. Na manifestaciji se svira na mih, malu i veliku roženicu i sopelice. Pjesme se pjevaju u paru dva muška glasa, u paru jedan muški i jedan ženski glas, pjevanje muškog glasa uz malu roženicu, pjevanje grupe pjevača i tarankanje grupe pjevača uz svirku na veliku i malu roženicu. Rad KUD-a Barban osobito je značajan za očuvanje karakterističnog pjevanja u tijesnim intervalima, odnosno pjevanja "na tanko i debelo", tarankanja, bugarenja i ostalih načina, koji su kao posebna vrednota uvršteni i na UNESCO-ov popis zaštićene nematerijalne baštine čovječanstva.